# 大叶糙苏
大叶糙苏（学名：Phlomis maximowiczii）为唇形科糙苏属下的一个种。